# Saint-Laurent-de-Lévézou
 Saint-Laurent-de-Lévézou  (en occitano Sent Laurenç) es una población y comuna francesa, situada en la región de Mediodía-Pirineos, departamento de Aveyron, en el distrito de Millau y cantón de Vézins-de-Lévézou.

## Demografía
| 230 | 198 | 166 | 157 | 124 | 152 |
| Para los censos de 1962 a 1999 la población legal corresponde a la población sin duplicidades (Fuente: INSEE [Consultar]) |     |     |     |     |     |